# Valentin Marian Ghionea

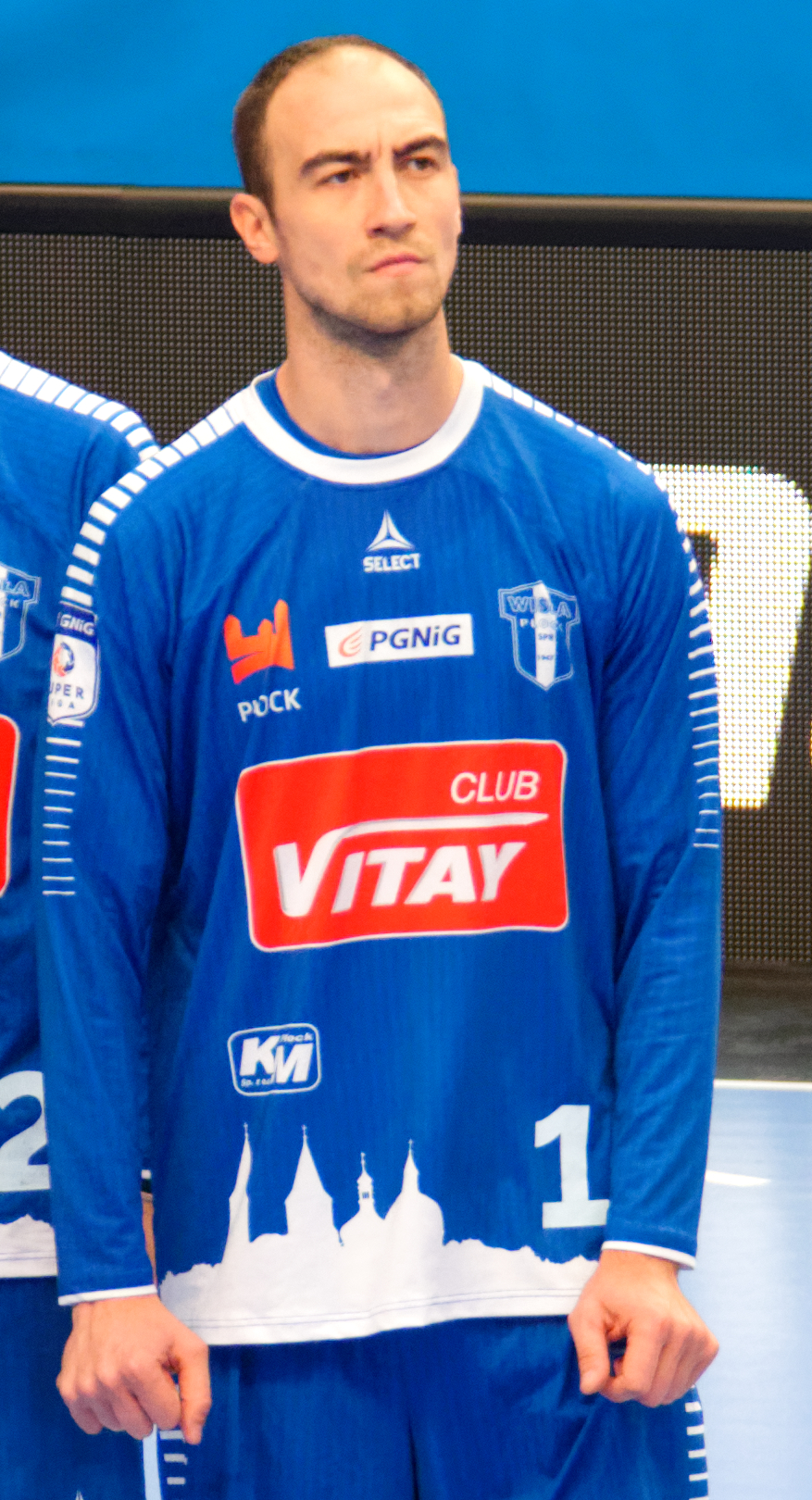
Ghionea 2016

Valentin Marian Ghionea (* 29. April 1984 in Craiova) ist ein rumänischer Handballspieler.

## Vereinslaufbahn
Der 1,97 Meter große, 90 Kilogramm schwere rechte Außenspieler spielte zunächst für die rumänischen Vereine SCM Craiova (bis 2003), HC Minaur Baia Mare (2003 bis 2005) und Dinamo Bukarest (2005 bis 2007). Mit Baia Mare nahm er am EHF Challenge Cup und mit Bukarest an der EHF Champions League und am Europapokal der Pokalsieger teil.
Von 2007 bis 2010 lief er für den ungarischen Klub SC Szeged auf, gewann 2008 den Pokal und wurde dreimal Meisterschaftszweiter. Auch international war er wieder in der Königsklasse vertreten.
Anschließend kehrte Ghionea nach Rumänien zurück. Nach einer Saison bei UCM Sport Reșița (2010/11) und einem kurzen Gastspiel bei Universitatea Cluj-Napoca schloss er sich HCM Constanța an, mit dem er 2012 das Double gewann.
Ab 2012 spielte der Linkshänder bei Wisła Płock in Polen, kam aber weder in der Meisterschaft noch im Pokal an Vive Kielce vorbei. In der Champions League erreichte er mit den Polen mehrfach das Achtelfinale.
2018 wechselte er nach Portugal zu Sporting Lissabon. Mit 64 Toren in zwölf Spielen gehörte er zu den besten Torschützen der Champions League 2019/20.
Ab 2020 spielte er wieder für Dinamo Bukarest. 2021, 2022 und 2023 gewann er die Meisterschaft sowie 2021 und 2022 den Pokal. Seit 2023 läuft er für Steaua Bukarest auf.

## Nationalmannschaft
Bei der Weltmeisterschaft 2009 stand er für die rumänische Männer-Handballnationalmannschaft im Aufgebot und wurde mit 58 Toren Vierter der Torschützenliste des Turniers. Bei der Weltmeisterschaft 2011 warf er 29 Tore in sieben Spielen. Zwischen 2002 und 2012 bestritt Ghionea 134 Länderspiele, in denen er 681 Tore erzielte.

## Belege
1. ↑  frh.ro (archiviert) abgerufen am 26. November 2021

| Personendaten    | Personendaten               |
| ---------------- | --------------------------- |
| NAME             | Ghionea, Valentin Marian    |
| KURZBESCHREIBUNG | rumänischer Handballspieler |
| GEBURTSDATUM     | 29. April 1984              |
| GEBURTSORT       | Craiova                     |